# Acrocercops melanoplecta
Acrocercops melanoplecta là một loài bướm đêm thuộc họ Gracillariidae. Loài này có ở Hồng Kông, Ấn Độ (Meghalaya), Nhật Bản (Honshū, Tusima và quần đảo Ryukyu), Nepal và Đài Loan.
Sải cánh dài 7-10.8 mm.
Ấu trùng ăn Castanopsis cuspidata, Castanopsis fissa, Castanopsis hystrix và Castanopsis tribuloides. Chúng ăn lá nơi chúng làm tổ.